# Arpavon
Arpavon – miejscowość i gmina we Francji, w regionie Owernia-Rodan-Alpy, w departamencie Drôme.
Według danych na rok 1990 gminę zamieszkiwały 44 osoby, a gęstość zaludnienia wynosiła 3 osób/km² (wśród 2880 gmin regionu Rodan-Alpy Arpavon plasuje się na 1573. miejscu pod względem liczby ludności, natomiast pod względem powierzchni na miejscu 794.).